# PCC-car in Newark
De stad Newark (in de staat New Jersey) had ooit een van de grootste openbaarvervoerbedrijven van de Verenigde Staten. De exploitatie hiervan omvatte ook steden tegenover Manhattan zoals Jersey City, Union City, Hoboken, Weehawken, Bergen, Elizabeth en Bayonne. Op de enige overgebleven tramlijn van dit systeem opereerden tussen 1954 en 2001 PCC-cars.

## Geschiedenis

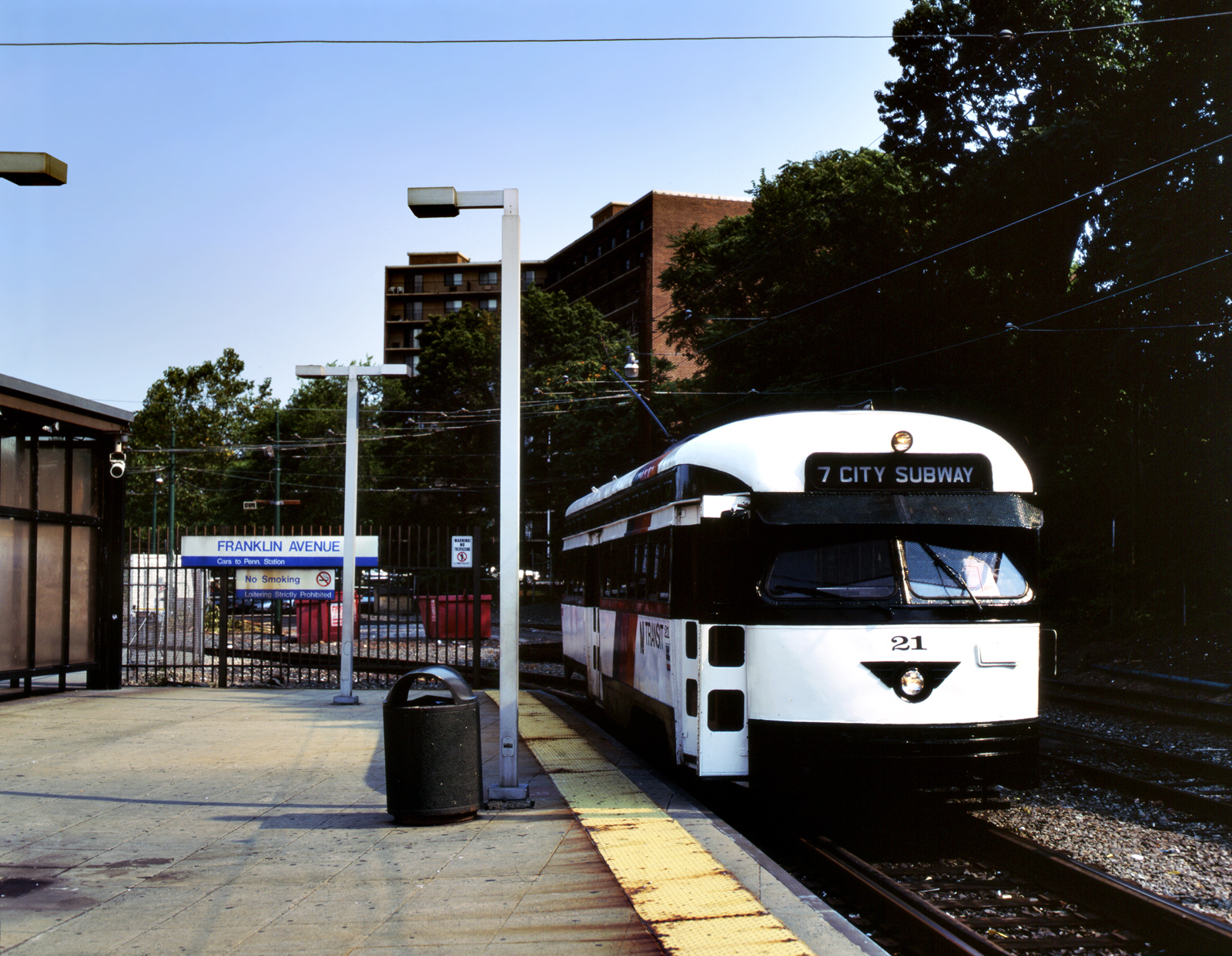
PCC 21 (ex Minneapolis) bij het oude eindpunt Franklin Av. in Newark

Het bedrijf, Public Service Railway Co., exploiteerde ooit overal waar steden, stadjes en dorpjes in New Jersey waren, tramlijnen. In 1918 waren meer dan 2500 trams in dienst en was het netwerk 1500 kilometer lang. Er werden jaarlijks meer dan een miljard passagiers vervoerd en men had meer dan 7000 man personeel in dienst. Public Service Railway Co. ging in 1928 over in Public Service Coordinated Transport (PSCT). Met ‘gecoördineerd’ werd bedoeld dat het bedrijf bus- én tramlijnen exploiteerde. Dit bedrijf was midden jaren 1930 lid van het Electric Railway Presidents’ Conference Committee. Maar omdat rond 1938 het grootste gedeelte van het netwerk opgeheven was en door (trolley)buslijnen werd geëxploiteerd, verviel de noodzaak tot verdere deelname. Het bedrijf was te klein geworden om zich nieuwe trams te kunnen veroorloven. Er waren nog 8 tramlijnen over, verdeeld over twee divisies: de Hudson (opererend vanaf de veerbootterminal in Hoboken tegenover Manhattans South Side) en de Essex Division. 
Net als alle andere openbaarvervoerbedrijven worstelde PSCT zich met de overgebleven 8 tramlijnen door de Tweede Wereldoorlog met enorm passagiersvervoer en slijtage van het soms wel 40 jaar oude trammateriaal.
In 1952 was alleen de ondergrondse tramlijn in Newark (met een lengte van 8 kilometer) nog intact: de Newark City Subway tussen Penn Station en Franklin Avenue (lijn 7). 
In 1947 had PSCT al voorgesteld de ondergrondse van haar rails te ontdoen en te asfalteren zodat trolleybussen er van gebruik zouden gaan maken. Maar omdat de gemeente de kosten van deze asfaltering niet wenste te betalen, bleef alles bij het oude.

## De PCC-car

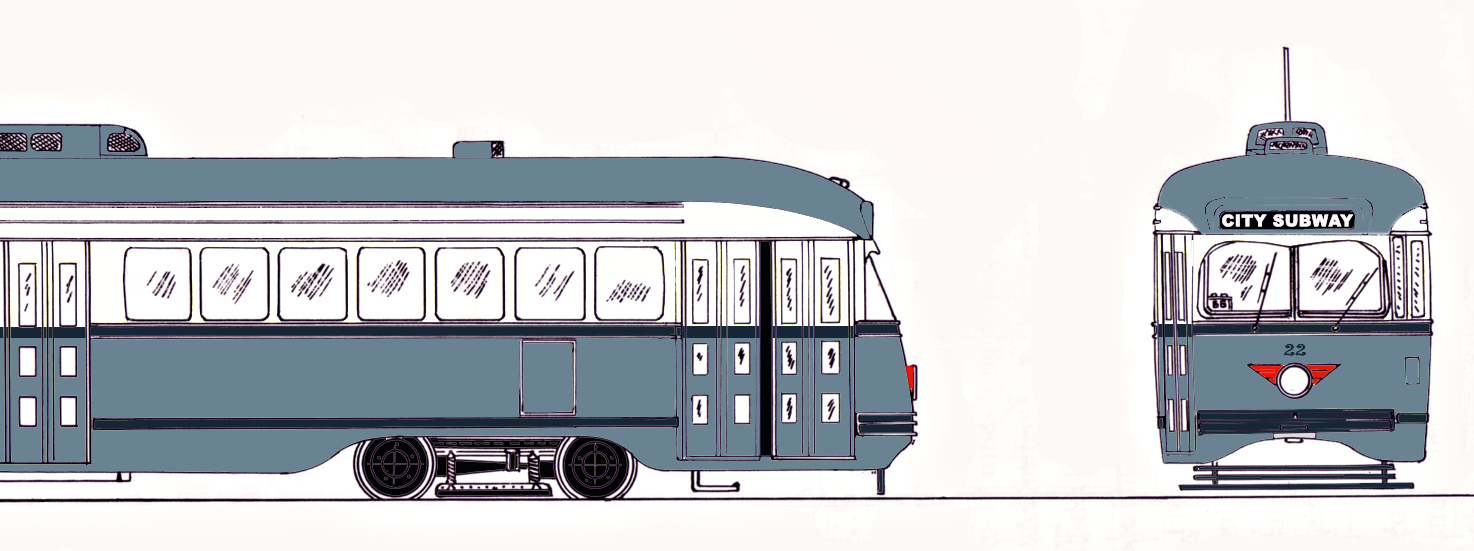
Eerste kleurenschema van de PCC's in Newark

Nadat besloten was de ene tramlijn te handhaven ging PSCT op zoek naar vervangend trammateriaal. Eerst kwamen de 25 Brillliners in overweging die in Atlantic City surplus waren. Dit ging echter niet door - men vond de trams niet robuust genoeg - en het oog viel op PCC’s die in Minneapolis in de aanbieding waren. Het bedrijf daar - Twin City Rapid Transit Company - werd opgeheven en had tientallen PCC’s van nog geen vijf jaar oud, in uitstekende staat van onderhoud, in de verkoop staan.
Er werden 30 PCC's overgenomen (deze werden genummerd 1 t/m 30 en in een aantrekkelijke grijsblauw-witte kleurencombinatie geverfd) en nadat aan het eindpunt Franklin Av. een keerlus was aangebracht, kwamen de trams in februari 1954 in dienst. Al binnen een maand werden alle oude trams afgedankt. 
In 1971 werd PSCT Transport of New Jersey (ToNJ)(ToNJ werd op haar beurt in 1980: NJ Transit). Dit waren en zijn allesoverkoepelende overheidsorganen voor het openbaar vervoer in die staat, en zo nu en dan was er een dreiging met opheffing van de enige tramlijn. Dit was eigenlijk meer een zich zo nu en dan herhalend ritueel om weer wat overheidsgeld binnen te slepen voor groot onderhoud of een verfbeurt voor de trams. De trams reden jarenlang probleemloos hun ritjes. De dienstuitvoering was zeer frequent, een tram per vijf minuten, en zeer punctueel, maar mede door de sociale afkalving van de woonwijken waardoor de tram reed was er ook sprake van een bijna onzichtbaar bestaan. 
De PCC’s zijn jarenlang uitstekend onderhouden. Eén tram keerde in 2001 terug naar Minneapolis voor het vervoersmuseum aldaar, en de enige aanpassingen waren dat in de jaren 1970 aan de voorkant een groot schuin scherm van sterk metaalgaas werd aangebracht tegen door vandalen van de viaducten op de trams gegooide stenen en andere spullen. Dat voorkwam in ieder geval dat de trambestuurder de gegooide materialen in zijn gezicht kreeg. De andere aanpassing was de vervanging van de trolleystang voor een eenbenige stroomafnemer in 2000 omdat nieuwe trams bovenleiding gingen gebruiken op conventionele Europese wijze. (In de VS ‘catenary’ genaamd.)
In 2001 werd gestart met een revitalisering van de lijn. De PCC’s werden ingeruild voor LRV’s (Light Rail Vehicles - een typisch Amerikaanse benaming voor een sneltram) en vanaf Franklin Avenue werd de lijn met twee haltes in westelijke richting verlengd tot Bloomfield. De meeste PCC’s zijn gesloopt, enkele werden verkocht aan de F - Market Street Railway organisatie in San Francisco.